# Трнава (Словачка)
Трнава (слч. Trnava, мађ. Nagyszombat) је седми по величини град у Словачкој и управно средиште истоименог Трнавског краја.
Трнава је данас средиште Универзитета и католичке надбискупије (основане 1541. године). Због многобројних цркава (12) смештених унутар градских зидина многи Трнаву називају „Словачким Римом“.

## Географија
Трнава је смештена у западном делу државе. Престоница државе, Братислава, налази се на свега 55 км југозападно и то је престоници најближи већи град у држави.
Рељеф: Трнава се развила на северозападном ободу Панонске низије, на месту где почињу први брегови Малих Карпата, који се даље издижу на западу. Надморска висина града је око 150 m.
Клима: Клима у Трнави је умерено континентална.
Воде: Кроз град протиче речица Трнавка, притока Ваха. Она дели град на два дела.

## Историја
На раскрсници старих трговачких путева који су коришћени од праисторијских времена, код речице Трнавка, било је основано насеље Трнава. Први писмени податак о томе је из године 1211. Ти је листа острихомског арцибискупа Јана о донацији примања месне цркве.
Трнава је била први град на територији данашње Словачке који је добио бенефиције краљевског града. Уделио их је 1238. године угарски краљ Бела IV. У почетку Трнава као пољопривредни центар почео је постепено да се мења у центар производње, трговине и занатства.
У 13. веку град је изградио јака утврђења на површини од скоро 60 хектара. Конструкција утврда се састојала од кула које су убрзо биле повезане зиданим бедемима.
Град су даље утврђивали угарски краљеви. О томе да је Трнава била од значаја сведочи и чињеница да је била место сусрета краљева.
Значај Трнаве је нарастао када се ту преселило-бежећи пред ближећим се турским најездама 1543. године – острихомско арцибискупство. Братислава је постала административни центар земље а Трнава је преузела улогу културног и религиозног центра земље.
Седамнаести век се сматра за једно од најгорих раздобља словачке историје и карактеришу га противхабзбуршки устанци угорске властеле против бечког двора који се тичу и града Трнаве. Управо је парадокс да је у тим временима ту букнуо и пожар (23. јун 1666. године) када је уништено изузев неколико улица цео град а истовремено Трнава постаје универзитетски град. Прво је то била само са филозофијом и теологијом док је Правни факултет отворен 1667. године а лекарски 1769. године. У овом веку су биле постављене грађевине које су сада културно историјске знаменитости Трнаве.
У 18. век је Трнава ступила као универзитетски град који је познат у целој Европи. 1777. године на иницијативу Марије Терезије се универзитет сели у Будим, и овај губитак је осетила не само Трнава већ и цела Словачка. Племић Сава Текелија је био студент на Универзитету у Трнави до 1776. године, када прелази у Будим.
Од 1. августа до 24. септембра 1831. године Трнава је заживела уништавајућу епидемију колере која је за два месеца имала 800 жртава.
У Трнави су половином 19. века одржавани неколико пута годишње вашари: 22. јануар, 24. април, 15. јун, 20. октобар и 9. децембар.
Помиње се 1850. године "Семинарија" (виша Гимназија) са словачким наставним језиком у месту, чији слушалац "филозофије" Мартин Веселовски наручује српску књигу.
Велики развој је заживео град у време између два рата када је нарастао број становника од 15 хиљада у 1910. години на 26. хиљада у 1940. години. Трнава је била тада трећи по реду град у Словачкој.
Дана 25. августа 1996. године године Трнава је постала обласни град.

## Срби у Трнави
Године 1730. постојала је језуитска штампарија у Трнави, која је била у могућности да штампа и српске ћириличне књиге. Аустријска власт је Србе на њу усмеравала. Ту су заиста постојала српска слова - босанске ћирилице, а њихова сврха је у ствари била "унијаћење тамошњих Срба и Русина". Касније је та "књигопечатња" пренета у Будим.
Поп Стефан Радивојевић, родом Сентандрејац је био три године (1799—1802) администратор парохије у Трнави. Јоаким Поповић трговац месни претплатник је 1816. године "Новина сербских" које си узлазиле у Бечу. У парохији Трнави помиње се 1826. године поп Стефан Станковић као капелан.
Као купац српске педагошке књиге јавља се 1834. године у Трнави, тамошњи купец Павел Игњатовић. Претплатник часописа "Србска новина или Магазин за художество, книжество и моду", био је 1838. године трговац Јоаким Поповић. Био је 1856. године претплатник једне стране књиге о праву, преведене на српски језик, један становник тог места у "Горњој Мађарској" - трговац трнавски Василије Пластић (12. јануара 1811.-10. децембра 1861.) Васа је рођен у Сентандреји од оца Петра (варошког кравара) и мајке Варваре. Отац је рано умро, а њега је мајка упутила да учи за трговца. Сентандрејац млади Пластић је међутим по завршетку два нижа школска разреда у Сентандреји отишао у Трнаву, где је након трговачког образовања засновао трговину и обогатио се. Његов се капитал након његове смрти процењивао на 160.000 ф. вредности. Иако није био много образован ценио је школу и помагао за живота а и после, талентовану и вредну сиромашну децу. Пластић је био последњи представник групе српских трговаца у Трнави; имали су они своје колегијалне огранке по другим градовима Угарске: Острогону, Коморану, Вацу, Ђуру, Столном Београду, Јегри, Будиму и Пешти. Били су Срби ту некад "главни трговци", а тада су већ замрли. Кућа Пластићева је о празницима била отворена сваком, а он их је славио по српски. Носио је висок фес са кићанком на глави, а сви су га знали као "грка" или "староверца" (православца). Био је ожењен Маријом удовицом мештанком лутеранске вере, али то се није одразило на његово поштовање српских народних обичаја. Обоје су се показали хуманим, током живота свако на свој начин; Васа је слао о Божићу по 200 ф. сентандрејској сиротињи, а Марија је помагала сироте девојчице у тамошњем женском манастиру. Имали су њих двоје у браку сина Стевана јединца, који је прерано умро. Његова смрт је дотукла и оца Васу. Када је Пластић умро крајем 1861. године српске новине су писале о њему. Био је он Сентандрејац који се населио у Трнави, где је умро у самоћи, иако је стекао прилично имање. Живео је далеко од Срба, у страном окружењу, али их није заборављао и само је мислио како да им помогне. Својим тестаментом међутим даровао је српске школске установе да би помогао школовање деце. Тако је 5000 ф. оставио Карловачкој гимназији да се при њој оснује Фонд из кога ће сиромашни ђаци имати "благодјејаније" (интернат). А Сентандрејској српској школи завештао је 2000 ф. са истим циљем. Доделио је и свакој сентандрејској цркви (шест) по 500 ф., колико и новосадској Матици српској. Варошкој сентандрејској болници је оставио 4000 ф. капитала. Од 1878. године по осам ученика Карловачке гимназије је годишње уживало Пластићеву стипендију. Предност су имали млади Сентандрејци коју су учили школу у Карловцима, а износ стипендије кретао се од 50 до 10 ф. О Св. Сави је у гимназија у говорима изражавана захвалност и пијетет према племенитом дародавцу. Године 1899. школа је штампала "Програм" у којем је објављен животопис Пластићев. Од датих 2000 ф. за Сентандрејску школу добијала су опскрбу сиромашни ученици у месту, и то је пред Ускрс од камате од 6% или 120 ф. се одвајало за шесторо њих. Тај завештани фонд је почео да остварује циљ од 1875. године, а број сиромашне обухваћене деце се повећавао.
Пожунски ђаци Срби нису имали никакву православну цркву у близини, да би посећивали литургију. Једном годишње би заједно ишли у удаљену Трнаву, где је био православни храм. Била је то у ствари капела, у којој је увек служио један свештеник. Капелу су подигла два последња трнавска трговца Србина, поменути Васа Пластић и његов компањон Јоаким Поповић. У тој капели на православном гробљу ови и почивају. Жалио се 1841. године један млади Србин студент у Пожуну, да тада (1841!) више нема православног свештеника у Трнави. Тражио је у своје име али и у име спорадично раштрканих Срба (по околним местима) да се нађе бар један калуђер, који ће ту службовати као "душепопечитељ". Срби немају где да чују проповед, слушају литургију, крсте се, венчавају и сахрањују. Приморани су да иду у стране цркве. Али половином 19. века и те српске општине скоро је нестало, јер је број становника Срба био драстично смањен. И један српски лист констатује 1842. године да су Срби (али и други православци) готово ишчезли из Пожуна, Трнаве, Јегре, Ђура, Коморана, Ујхеља, Унгвара... Један од разлога, поред неминовног одрођавања, био је то што су се многи иселили и отишли јужније, где има више Срба.
Удовица Јоакима Поповића трговца - Сара рођена Лолић из Сентандреје, остала је последња Српкиња у Трнави. Имала је једну од најлепших кућа у Трнави, обезбеђена са имањем. Она је годинама помагала по једну будућу учитељицу током школовања у Сомборској препарандији. Имала је Поповићка и план који би се реализовао после њене смрти: по 12 слушалаца Сомборске препарандије би било обезбеђено са годишњом стипендијом од 120 ф. По попису из 1867. године у Трнави, месту у Сентандрејском срезу није било пописаних Срба? У Сентандреји је било бирачко место тог дела Будимске дијецезе.
Одобрила је епархијска власт будимска рачун цркве у Трнави за 1901. годину. Као и претходних година (1896—1897).

## Становништво
| Година:    | 1994.  | 2004.   | 2014.   | 2024.   |
| ---------- | ------ | ------- | ------- | ------- |
| Број људи: | 70 017 | 69 140  | 65 713  | 63 180  |
| Разлика:   |        | -1,25 % | -4,95 % | -3,85 % |

| Година:    | 2023.  | 2024.   |
| ---------- | ------ | ------- |
| Број људи: | 62 955 | 63 180  |
| Разлика:   |        | +0,35 % |

Данас Трнава има око 68.000 становника и последњих година број становника стагнира.
Етнички састав: По попису из 2001. године састав је следећи:
- Словаци - 96,9%,
- Чеси - 0,8%,
- остали - 2,3%.

Верски састав: По попису из 2001. године састав је следећи:
- римокатолици - 71,9%,
- атеисти - 18,4%,
- лутерани - 2,9%.
- остали.

## Партнерски градови
- Ново Место
- Казале Монферато
- Вараждин
- Брецлав
- Зангерхаузен
- Балаково
- Харков
- Забже

## Галерија
- Катедрала св. Јована Крститеља
- Трг свете Тројице
- Градска кућа
- Лутеранска црква